# Élections sénatoriales françaises de 1938
Les élections sénatoriales françaises de 1938 se déroulent le 23 octobre 1938 et ont pour but de renouveler la série A du Sénat. La série A comprend les départements allant, par ordre alphabétique de l'Ain au Gard inclus, auxquels il faut ajouter le département d'Alger, la Guadeloupe et La Réunion.

## Résultats

### Sièges par groupe
|                        |                                                                           |                 |               |               |               |               |               |
| Groupes parlementaires | Groupes parlementaires                                                    | Sièges sortants | Sièges totaux | Sièges totaux | Sièges totaux | Sièges totaux | Sièges totaux |
|                        | Groupe communiste (Com)                                                   | 0               | 2             |               |               |               |               |
|                        | Groupe socialiste (Soc)                                                   | 3               | 15            |               |               |               |               |
|                        | Groupe de la Gauche Démocratique, Radicale et Radicale-Socialiste (GDRRS) | 58              | 151           |               |               |               |               |
|                        | Groupe Union démocratique et radicale (UDR)                               | 9               | 30            |               |               |               |               |
|                        | Groupe de l'Union Républicaine (UR)                                       | 16              | 62            |               |               |               |               |
|                        | Groupe d'Action nationale républicaine et sociale (ANRS)                  | 3               | 18            |               |               |               |               |
|                        | Non-inscrits                                                              | 7               | 34            |               |               |               |               |
|                        | Vacants                                                                   | 7               | 3             |               |               |               |               |
|                        |                                                                           |                 |               |               |               |               |               |
| Total                  | Total                                                                     | 102             | 315           |               |               |               |               |

### Par tendances politiques
| Tendances politiques | Tendances politiques                          | Sièges sortants | Sièges obtenus | Sièges totaux |
| -------------------- | --------------------------------------------- | --------------- | -------------- | ------------- |
|                      | Républicains                                  | 15              | 23             |               |
|                      | Républicains de gauche                        | 9               | 11             |               |
|                      | Radicaux indépendants                         | 24              | 17             |               |
|                      | Républicains radicaux et radicaux-socialistes | 42              | 38             |               |
|                      | Socialistes indépendants                      | 2               | 0              |               |
|                      | Union socialiste républicaine                 | 2               | 4              |               |
|                      | Socialistes                                   | 3               | 4              |               |
| Total                | Total                                         | 97              | 97             | 315           |